# Italian International 2004
Die Italian International 2004 im Badminton fanden vom 16. Dezember bis zum 10. Dezember 2004 in Rom statt.

## Sieger und Platzierte
| Disziplin    | Gold                                     | Silber                             | Bronze                        |
| ------------ | ---------------------------------------- | ---------------------------------- | ----------------------------- |
| Herreneinzel | Daniel Damgaard                          | Sune Gavnholt                      | Pedro Yang                    |
| Herreneinzel | Daniel Damgaard                          | Sune Gavnholt                      | Leon Aabenhuus                |
| Dameneinzel  | Maja Tvrdy                               | Line Isberg                        | Eleanor Cox                   |
| Dameneinzel  | Maja Tvrdy                               | Line Isberg                        | Kati Tolmoff                  |
| Herrendoppel | Daniel Damgaard Christopher Bruun Jensen | Alexandre Paixão Marco Vasconcelos | Gil Martins Nuno Santos       |
| Herrendoppel | Daniel Damgaard Christopher Bruun Jensen | Alexandre Paixão Marco Vasconcelos | Miha Horvat Gasper Plestenjak |
| Damendoppel  | Line Isberg Mia Nielsen                  | Agnese Allegrini Federica Panini   | Maja Kersnik Maja Tvrdy       |
| Damendoppel  | Line Isberg Mia Nielsen                  | Agnese Allegrini Federica Panini   | Filipa Lamy Vânia Leça        |
| Mixed        | Jesper Hovgaard Line Isberg              | Peter Hasbak Mia Nielsen           | Alexandre Paixão Filipa Lamy  |
| Mixed        | Jesper Hovgaard Line Isberg              | Peter Hasbak Mia Nielsen           | Heimo Götschl Claudia Mayer   |